# Такалу
Такалу (перс. تکالو‎) — село в Ірані, входить до складу дехестану Баш-Калах у Центральному бахші шахрестану Урмія провінції Західний Азербайджан.